# Copa Árabe Femenina 2021
La Copa Árabe Femenina 2021 fue la segunda  edición de dicho torneo. Se llevó a cabo en Egipto del 24 de agosto al 6 de septiembre de 2021.

## Participantes
En cursiva los equipos debutantes.
| Equipos participantes | Equipos participantes | Equipos participantes | Equipos participantes |
| --------------------- | --------------------- | --------------------- | --------------------- |
| Argelia               | Egipto                | Jordania              | Líbano                |
| Palestina             | Sudán                 | Túnez                 |                       |

## Fase de grupos

### Grupo A
| Equipo | PJ | PG | PE | PP | GF | GC | Dif. | Pts |
| ------ | -- | -- | -- | -- | -- | -- | ---- | --- |
| Egipto | 3  | 2  | 1  | 0  | 16 | 2  | +14  | 7   |
| Túnez  | 3  | 1  | 2  | 0  | 14 | 3  | +11  | 5   |
| Líbano | 3  | 1  | 1  | 1  | 5  | 5  | 0    | 4   |
| Sudán  | 3  | 0  | 0  | 3  | 2  | 27 | −25  | 0   |

| Fecha                       | Lugar    |        |                   | Resultado |                   |        |
| --------------------------- | -------- | ------ | ----------------- | --------- | ----------------- | ------ |
| 24 de agosto de 2021, 17:00 | El Cairo | Egipto | Bandera de Egipto | 10:0      | Bandera de Sudán  | Sudán  |
| 24 de agosto de 2021, 21:00 | El Cairo | Túnez  | Bandera de Túnez  | 0:0       | Bandera de Líbano | Líbano |
| 27 de agosto de 2021, 17:00 | El Cairo | Sudán  | Bandera de Sudán  | 1:12      | Bandera de Túnez  | Túnez  |
| 27 de agosto de 2021, 21:00 | El Cairo | Líbano | Bandera de Líbano | 0:4       | Bandera de Egipto | Egipto |
| 30 de agosto de 2021, 17:00 | El Cairo | Egipto | Bandera de Egipto | 2:2       | Bandera de Túnez  | Túnez  |
| 30 de agosto de 2021, 21:00 | El Cairo | Líbano | Bandera de Líbano | 5:1       | Bandera de Sudán  | Sudán  |

### Grupo B
| Equipo    | PJ | PG | PE | PP | GF | GC | Dif. | Pts |
| --------- | -- | -- | -- | -- | -- | -- | ---- | --- |
| Argelia   | 2  | 2  | 0  | 0  | 7  | 2  | +5   | 6   |
| Jordania  | 2  | 1  | 0  | 1  | 5  | 4  | 1    | 3   |
| Palestina | 2  | 0  | 0  | 2  | 2  | 8  | −6   | 0   |

| Fecha                       | Lugar    |           |                      | Resultado                                                 |                      |           |
| --------------------------- | -------- | --------- | -------------------- | --------------------------------------------------------- | -------------------- | --------- |
| 25 de agosto de 2021, 21:00 | El Cairo | Jordania  | Bandera de Jordania  | 1:3                                                       | Bandera de Argelia   | Argelia   |
| 28 de agosto de 2021, 21:00 | El Cairo | Argelia   | Bandera de Argelia   | 4:1                                                       | Bandera de Palestina | Palestina |
| 31 de agosto de 2021, 21:00 | El Cairo | Palestina | Bandera de Palestina | 1:4 Archivado el 31 de agosto de 2021 en Wayback Machine. | Bandera de Jordania  | Jordania  |

## Fase final

### Semifinales
| Fecha                          | Lugar    |         |                    | Resultado      |                     |          |
| ------------------------------ | -------- | ------- | ------------------ | -------------- | ------------------- | -------- |
| 3 de septiembre de 2021, 17:00 | El Cairo | Egipto  | Bandera de Egipto  | 2:5            | Bandera de Jordania | Jordania |
| 3 de septiembre de 2021, 21:00 | El Cairo | Argelia | Bandera de Argelia | 2:2 (pen. 3-4) | Bandera de Túnez    | Túnez    |

### Final
| Fecha                          | Lugar    |          |                     | Resultado |                  |       |
| ------------------------------ | -------- | -------- | ------------------- | --------- | ---------------- | ----- |
| 6 de septiembre de 2021, 20:00 | El Cairo | Jordania | Bandera de Jordania | 1:0       | Bandera de Túnez | Túnez |

## Goleadoras
- Actualizado el 6 de septiembre de 2021.

| Jugador                 | Selección | Goles |
| ----------------------- | --------- | ----- |
| Nadine Ghazi            | Egipto    | 7     |
| Maysa Jbarah            | Jordania  | 6     |
| Salwa El-Mitwalli       | Egipto    | 3     |
| Eya Jeddi               | Túnez     | 3     |
| Imen Mchara             | Túnez     | 3     |
| Rahma Benaichouche      | Argelia   | 3     |
| Naïma Bouhenni-Benziane | Argelia   | 3     |

## Clasificación general
| Equipo | Equipo    | Pts | PJ | PG | PE | PP | GF | GC | Dif |
| ------ | --------- | --- | -- | -- | -- | -- | -- | -- | --- |
| 1      | Jordania  | 9   | 4  | 3  | 0  | 1  | 11 | 6  | +5  |
| 2      | Túnez     | 6   | 5  | 1  | 3  | 1  | 16 | 6  | +10 |
| 3      | Egipto    | 7   | 4  | 2  | 1  | 1  | 18 | 7  | +11 |
| 4      | Argelia   | 7   | 3  | 2  | 1  | 0  | 9  | 4  | +5  |
| 5      | Líbano    | 4   | 3  | 1  | 1  | 1  | 5  | 5  | 0   |
| 6      | Palestina | 0   | 2  | 0  | 0  | 2  | 2  | 8  | -6  |
| 7      | Sudán     | 0   | 3  | 0  | 0  | 3  | 2  | 27 | -25 |